# 大阪府立岸和田高等学校
大阪府立岸和田高等学校（おおさかふりつ きしわだこうとうがっこう、英称：Osaka Prefectural Kishiwada High School）は、大阪府岸和田市岸城町に所在する公立高等学校。

## 概要

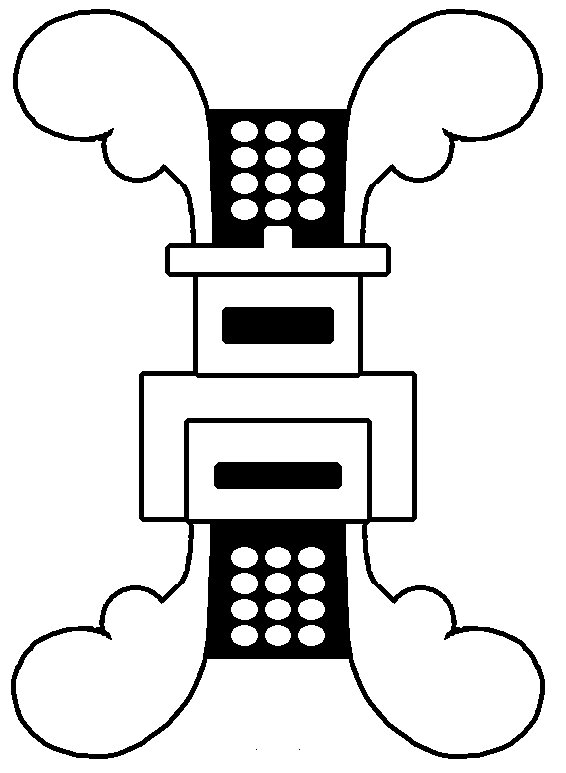
校章

大阪府で6番目の中学校・大阪府第六尋常中学校として、1897年に旧岸和田城内に創立された。校地は岸和田城二の曲輪の東側一帯を中心に一部三の曲輪の南東部にも及んでおり、内堀を挟んで本丸に聳える天守を校内から望むことができる。略称は岸高（きしこう）。
岸和田高等学校の特徴的な蔵書として、落合文庫という江戸後期から明治初期にかけての貴重な和漢書1582点がある。これは、旧制中学時の第五代校長を務めた落合保が中心となって収集したもので、『解体新書』や『学問のすゝめ』の初版などを含んでおり、2007年に岸和田市の有形文化財に指定されている。
2006年度入学生からコース制が導入され、1年次の特進ゼミを終えたあと、2年次・3年次などは国際的人材育成コース（愛称　文系スーパー）、理数専門コース（愛称　理系スーパー）の特別クラスが設置される。
2011年からは進学指導特色校に指定され、文理学科が設置された。また、2011年度からSSH(スーパーサイエンスハイスクール)にも指定された。

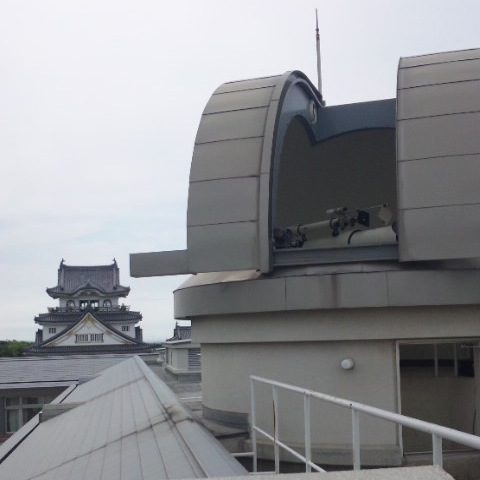
屋上天体ドームと岸和田城天守

### 教育方針
- 育てたい生徒像

単に勉強だけでなく行事やクラブ活動にも積極的に参加し、豊かな人間性をもった「爽やかで骨太」の人材育成を目標とする 
- 目標とする学校像

授業だけでなく学校全体がさまざまな学びを提供できる「学びの時空間」となることを目標とする 
- 理想とする教職員像

教職員一人ひとりが「人を育てる人となり、人を育てる人を育てる」よう切磋琢磨することを理想とする

## 沿革

### 大阪府第六尋常中学校
1891年の中学校令一部改正により、従来各府県に1校ずつと決められていた中学校の設置について、府県内に複数の中学校を開設することが可能になった。これを受けて大阪府では、郡部に2校目の中学校を増設する計画を立てる。大阪府下の旧大名家で最大の石高を有していた岡部家の城下であった岸和田も、誘致に名乗りを上げた。しかし、このときの設置地は堺（現在の大阪府立三国丘高等学校）および八尾（現在の大阪府立八尾高等学校）、茨木（現在の大阪府立茨木高等学校）の3ヶ所と決まり、岸和田への誘致は実現しなかった。
その後も岸和田では中学校誘致運動が続けられる。1896年8月には泉北郡・泉南郡51か村の村長の連署で「尋常中学校設置願」が大阪府に出され、岸和田での中学校設置が求められた。そして1896年12月の大阪府会で、泉南郡岸和田村に第六尋常中学校を設置する議案が可決される。学校敷地は、現在地でもある岸和田村の旧岸和田城廓内が選定された。
1897年3月17日の大阪府告示第124号で、大阪府第六尋常中学校の設置が告示された。同年4月より開校準備事務を開始し、5月上旬に入学試験を実施する。1897年5月17日、岸和田村の泉南郡倶楽部（岸和田城三の曲輪の北端。現在の市役所来庁者用駐車場付近）を仮校舎とし、授業が開始された。
開校当初は校舎建築工事がまだ開始されておらず、仮校舎での開校となった。大阪府は校舎建築工事を後回しにしていたが、折しも1898年11月に陸軍大演習が泉南郡でおこなわれることになり、明治天皇が地域に行幸することになった。そのため明治天皇の休憩所としての使用を考慮し、校舎建設工事が急がれることになる。開校翌年の1898年5月には岸和田城二の曲輪の南東部、家老中家屋敷の跡地に校舎が完成し、現在地での教育活動が開始されている。

### 大阪府立岸和田中学校
1901年3月の中学校令施行規則を受け、大阪府内の旧制中学校では従来の学校設置順の番号での校名をやめ、所在地の名称を冠した校名へと一斉に変更することにした。これに伴い、1901年4月に大阪府岸和田中学校と改称している。しかしその直後に出された文部省令第11号では、中学校・高等女学校の名称について「○○県立・○○郡立」などの形で設置者の名称を冠することとし、またその規則に沿っていない学校名については速やかに変更するよう指示した。このため大阪府内の中学校・高等女学校では、改称から2ヶ月後の1901年6月に全校一斉に「大阪府○○中学校／高等女学校」から「大阪府立○○中学校／高等女学校」への再改称を実施することになった。このため当校でも大阪府立岸和田中学校へと改称している。
1934年9月21日の室戸台風では木造校舎1棟が倒壊した。倒壊した校舎の下敷きとなり、生徒3人が死亡21人が重軽傷を負った。災害後バラックの仮校舎を建てて復旧したのち、1935年により鉄筋コンクリート校舎建築に着手した。鉄筋コンクリート校舎は1938年に完成し、白色の建物だったため関係者からは当時「白亜の殿堂」と形容された（当時の校舎は建て替えのため現存せず）。
なお室戸台風からの災害復旧の際、岸和田市は「岸和田市南上町に2万坪の敷地を提供するから移転の上で復旧・改築してはどうか。従来の学校敷地は市民公園や小学校に充てたい」という構想を学校側に持ちかけたが、具体化はしなかった。
1944年には太平洋戦争の戦局悪化のため勤労動員も実施され、3年生以上の生徒が泉州地域の工場に動員されている。また1-2年生生徒についても校庭や郊外農園などの開墾にかり出された。また鉄筋コンクリート校舎は「白色は目立つため空襲時の攻撃目標になる」として、コールタールによる迷彩柄の塗装が施された。校舎の迷彩柄は、学校予算の関係で終戦直後には消せず、1952年になって白色に復旧した。

### 大阪府立岸和田高等学校
学制改革により1947年に併設中学校を過渡的に設置し、旧制中学校2・3年を新制中学校へと移行した。続いて1948年には新制高等学校・大阪府立岸和田高等学校へと改編した。
学制改革の際、近隣校との生徒交流で男女共学にすることが指示されていた。泉南地域では、岸和田中学校1校に対し高等女学校などが5校あり、6校での生徒交流の形がとられることになった。このため岸和田市立高等女学校・貝塚市立高等女学校・泉南郡女子農芸学校の3校の生徒を大阪府立岸和田高等女学校・大阪府立佐野高等女学校の2校へ編入させる形で廃校としたうえで、新制高校を大阪府立和泉高等学校（岸和田高等女学校）・大阪府立佐野高等学校（佐野高等女学校）および大阪府立岸和田高等学校（岸和田中学校）の3校に整理して男女生徒の交流をおこなった。また教職員についても、3校間で交流をおこなっている。
岸和田高等学校では和泉・佐野の両校から女子生徒を迎え、また両校へ男子生徒を送り出している。岸和田高等学校では交流対象者は主に生徒の住所によって決められた。和泉高校移籍者は主に貝塚市以北在住者から、また佐野高校移籍者は主に泉佐野市・熊取村以南在住者から選ばれた。
大阪府内の他校と比較すると円滑に生徒交流作業が進み、1948年4月19日に新制大阪府立岸和田高等学校が発足した。学校名称については、同名の旧制岸和田高等女学校（和泉高校）が「岸和田」の名称を使わないことを決めたため、旧制岸和田中学校の名称をそのまま引き継いだ。

### 年表
- 1897年
  - 4月1日 - 大阪府第六尋常中学校として創立
  - 5月17日 - 岸和田村元泉南郡倶楽部跡の仮校舎で授業を開始
- 1899年4月1日 - 大阪府第六中学校と改称
- 1901年
  - 4月1日 - 大阪府岸和田中学校と改称
  - 6月3日 - 大阪府立岸和田中学校と改称
- 1938年1月7日 - 校舎を新校舎（鉄筋コンクリート3階建）に移す
- 1947年4月1日 - 第1学年は募集せず、第2・3学年は新制中学校として併設
- 1948年
  - 4月1日 - 大阪府立岸和田高等学校と改組
  - 4月16日 - 男女共学実施。府立和泉高等学校・佐野高等学校と教員・生徒交流
  - 5月 - 生徒自治会・PTA結成される
- 1949年
  - 3月 - 併設中学を廃止。岸和田高校第1回卒業式を挙行
  - 7月8日 - 旧岸和田中学校同窓会を発展させ、旧岸和田中学校、岸和田高等学校及び併設中学校の卒業生を以て岸和田高等学校同窓会を結成
- 1966年7月20日 - プール竣工
- 1967年10月20日 - 同窓会館・生徒食堂竣工（旧保健室解体）
- 1971年1月22日 - 既設同窓会館2階屋上に図書室増築（鉄筋コンクリート）
- 1975年5月31日 - 体育館竣工（鉄筋コンクリート3階建）。第2運動場整備
- 1983年2月28日 - 東棟竣工（鉄筋コンクリート4階建）
- 1989年4月1日 - 36学級定員1,728名。最高の収容人員となる
- 1991年3月28日 - セミナーハウス竣工（鉄骨2階建）
- 1996年4月1日 - 第1学年定員360名となる
- 1997年
  - 7月31日 - 黎明館（鉄骨鉄筋コンクリート2階建）竣工
  - 11月15日 - 創立百周年記念式典・祝賀会挙行
- 1999年3月 - 校舎改築第1期工事竣工
- 2003年
  - - エル・ハイスクールに指定
  - 3月 - 校舎改築第2期工事竣工
- 2007年 - 本校所蔵の「落合文庫」が岸和田市有形文化財に指定
- 2011年4月 - 大阪府より「進学指導特色校（GLHS、グローバル・リーダーズ・ハイスクール）」指定、および文部科学省より「スーパー・サイエンス・ハイスクール（SSH）」指定
- 2018年4月 この年より設置科を文理科のみに改編する[5]

## クラブ活動

### 運動系クラブ
- サッカー
- 女子バレーボール
- 女子ハンドボール
- 女子バスケットボール
- 男子バレーボール
- 男子ハンドボール
- 男子バスケットボール
- 体操競技
- 水泳
- 卓球
- 柔道
- バドミントン
- ソフトテニス
- 陸上競技
- 剣道
- 少林寺拳法
- 音体
- 山岳

### 文化系クラブ
- 合唱
- ESS
- 物理
- 華道
- 人権問題研究
- 美術
- 演劇
- 化学
- ブラスバンド
- アニメーション研究
- 書道
- 写真
- 生物
- ギター
- 放送
- 文芸
- 天体
- 茶道
- 軽音楽
- 囲碁将棋
- 地歴
- 鉄道研究

## 著名な出身者
- 宮本岳志 - 衆議院議員（日本共産党）、元参議院議員
- 岸本義広 - 元衆議院議員。東京高等検察庁検事長
- 野口聖 - 元岸和田市長
- 坂本吉弘 - 元通商産業審議官
- 藤井桑正 - 元朝日放送会長・社長
- 貴納順二 - 元プリマハム代表取締役社長
- 西久保愼一 - 元スカイマーク株式会社代表取締役社長
- 奥本大三郎 - フランス文学者、日本昆虫協会会長
- 柿本奨 - 国文学者
- 鹿野政直 - 歴史学者、早稲田大学名誉教授
- 高取英 - 劇作家、京都精華大学教授
- 四方利明 - 立命館大学准教授
- 河崎善一郎 - 大気電気学者
- 田川明広 - 日本原子力研究開発機構研究者
- 中谷俊治 - 建築家
- 加守田章二 - 陶芸家
- コシノヒロコ - ファッションデザイナー
- コシノジュンコ - ファッションデザイナー
- 江弘毅 - 編集者、前 京阪神エルマガジン社 Meets Regional編集長
- 中野伸二 - テレビプロデューサー
- 伊藤由紀子 - 元NHKアナウンサー
- 加田晶子 - フリーアナウンサー
- 大野聡美 - 朝日放送テレビ報道記者（元アナウンサー）
- 森田玲 - 株式会社「民の謡（たみのうた）」代表・篠笛奏者
- 桂文昇 (4代目) - 落語家
- 笑福亭松枝 - 落語家
- 笑福亭たま - 落語家
- 高橋悦史 - 俳優
- 林英世 - 女優
- 根來新之助 - バスケットボール選手
- 平木隆三 - 元サッカー日本代表・元名古屋グランパスエイト監督
- 西原恭治（韓在愚） - 元プロ野球選手
- 黒田朔 - マキキ聖城教会牧師
- 松田竹千代 - 元衆議院議長（中退）
- 諸熊奎治 - 理論化学者（卒業は大阪府立今宮高等学校）
- 浅井富雄 - 東京大学名誉教授、気象学者[要出典]

## 交通
- 南海本線岸和田駅 徒歩10分
- 南海本線蛸地蔵駅 徒歩3分